# Carmina Burana (zenemű)

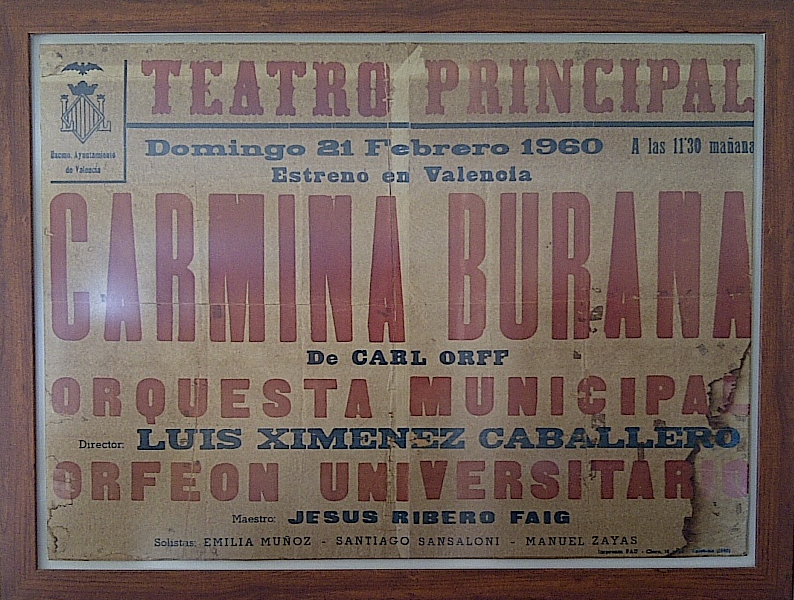
A mű egyik plakátja (Valencia, 1960)

A Carmina Burana Carl Orff 1935–36-ban, a hasonnevű versgyűjtemény szemelvényeire komponált kantátája, a zeneszerző kimagaslóan legnépszerűbb alkotása, mely a Catulli Carmina és a Trionfo de Afrodite zeneművekkel a Trionfi trilógiát alkotja.

## Műfaja
Műfaját Orff maga a következőképpen határozta meg: „cantiones profanae cantoribus et choris cantandae comitantibus instrumentis atque imaginibus magicis” (világi dalok szólóénekesekre és kórusokra, hangszerkísérettel és mágikus képekkel). Amint ebből kiderül, az énekelt, illetve zenekaron előadott tételeket a szerző eredeti elképzelése szerint színpadi játék (vagy a legújabb előadásokban tánc) egészíti ki – éppen ezért nevezi a Magyar nagylexikon „szcenikus kantátának”. A darabot azonban igen gyakran adják elő színpad nélkül, oratóriumszerűen.
Egy különleges változatában a nagyzenekari kíséretet maga Orff átdolgozta úgy, hogy azt két zongora és öt ütőhangszeres játékos helyettesítse – ez felerősíti a ritmus, csökkenti a dallamok szerepét.

## Zenei stílusa
A zene két kulcsfogalma a primitív motívumkészlet és a mágikus ismétlés. A zenei építőkövek rendkívül egyszerűek (kidolgozás, fejlesztés és polifónia nélkül), de a mágikus ismétlés, sulykolás motorizmusa hatásos. Ez a nagyon érzéki, találékony és változatos zene a maga módján nagyon is eredeti.
Nagy szerepet kap a kórus; a szólókat egy szoprán, egy tenor és egy bariton énekli.
A dallamokon a kései reneszánsz és a korai barokk zene hatása figyelhető meg, Orffra Byrd és Monteverdi zenei hagyományai hatottak. Bár a Burana Kódex neumajelekkel jelzett dallamokat is közölt, a mű keletkezésének idején ezek értelmezése még nem zárult le. Így az az elképzelés, hogy Orff az eredeti dallamok felhasználásával komponált, kizárható.

## Forrása
A középkor iránti érdeklődés a zeneszerző egész életművére jellemző. A kantáta alapjául szolgáló 11-13. századi latin–német–francia nyelvű gyűjteményt a bajorországi Benediktbeuern kolostorában találták meg 1803-ban. A világi élvezeteket dicsőítő vágáns költők verseire komponált, a tavasz, a bor és a szerelem himnuszaként is ismert művet Frankfurtban mutatták be 1937. június 8-án.

## Felépítése

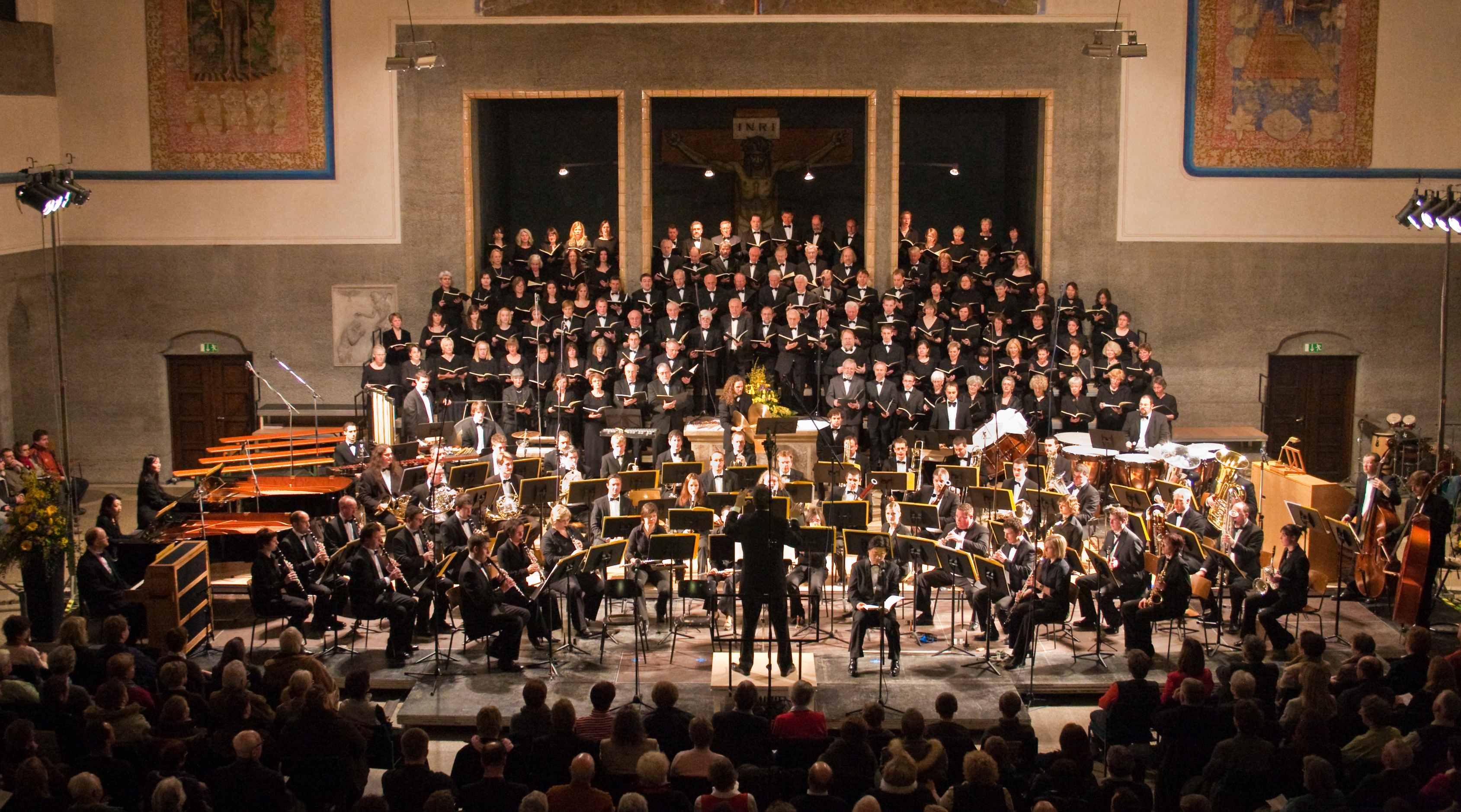
Carmina Burana a Sinfonisches Blasorchester és az Oratorienchor Ulm közös előadásában (2009)

A művet a végén visszatérő, grandiózus kórus nyitja és zárja (keretezi). Ebben a kantátában az esendő hős nem Istenhez, hanem a forgandó Szerencséhez fohászkodik: O Fortuna, / velut Luna / statu variabilis (Ó, Szerencse, változékony vagy, miként a Hold)! E kereten belül a szerző a 28 számot 4 nagyobb egységbe rendezte:
- I. Tavasszal (I primo vere),
- II. A zöldben (Uf dem anger),
- III. A borospincében (In taberna),
- IV. Szerelmi udvarlás (Cour d’amours)

### Tavasszal, A zöldben
- Az első tétel gregorián jellegű, utána érzelmes baritonszólót hallunk, majd nagyméretű kórustétel következik. Ebben az egyre gyorsuló tempójú kórusban és a következő, tisztán zenekari tánctételben találkozunk először az Orffra oly jellemző ritmusorgiával. Ezután félig latin, félig német szövegű, humoros kartételt hallunk; a zenekar és a kórus váltja egymást, végül egy igen gyors menetű, kicsattanó erejű záró tétel következik.

### A borospincében
- Ezek az énekek az egész mű leghumorosabb, mulatós részei. Elsőnek a baritonszóló bordalát halljuk, majd egy humoros, igen nagy magasságokba csukló tenorszóló következik, melynek tárgya: a pecsenyévé változó liba szomorú sorsa. Pazar humorú gregorián paródia a következő tétel. A rész befejezéseként magával ragadó temperamentumú, pezsgően vidám, ünnepi dal szólal meg.

### Szerelmi udvarlás
- Az első tételt szoprán és gyermekkar adja elő. Itt keveredik először ófrancia a latinhoz. Ezután szoprán és bariton kórus énekel. A szoprán szatirikusan, míg a bariton líraian ad elő. A szopránszóló rövid lírai dala után a teljes együttes adja elő a mű egyik legszebb és leglendületesebb tételét. Végül következik a Vénusz-himnusz, amelyben megszólal ennek a középkori világi költészetnek minden öröme és lendülete.